# ابوالقاسم صالحانی
ابوالقاسم، ابراهیم صالحانی (۱۰۴۴ - ۱۱۲۰م) (نسب: ابراهیم بن محمد بن محمد بن حسن بن ایـ/ـبرویه، صالحانی ایروی/ابروی) محدث ایرانی در سدهٔ پنجم هجری بود. ساکن باب دزیه، محلهٔ کوشک، اصفهان بود. به ابوسعد سمعانی اجازهٔ نقل روایت از همهٔ مسموعات خود را داد.